# Coniothyrinula
Coniothyrinula är ett släkte av svampar. Coniothyrinula ingår i familjen Leptosphaeriaceae, ordningen Pleosporales, klassen Dothideomycetes, divisionen sporsäcksvampar och riket svampar.
|                | Coniothyrium                                       |
|                |                                                    |
|                | Leptosphaeria                                      |
|                |                                                    |
|                | Ophiobolus                                         |
|                |                                                    |
|                | Parahendersonia                                    |
|                |                                                    |
|                | Plenodomus                                         |
|                |                                                    |
|                | Polyopeus                                          |
|                |                                                    |
|                | Sclerophomella                                     |
|                |                                                    |
| Coniothyrinula | \| \| Coniothyrinula clematidis-rectae \| \| \| \| |
|                | \| \| Coniothyrinula clematidis-rectae \| \| \| \| |
|                | Chlamydosporium                                    |
|                |                                                    |
|                | Didymolepta                                        |
|                |                                                    |
|                | Pleoseptum                                         |
|                |                                                    |
|                | Coniothyrinula clematidis-rectae                   |
|                |                                                    |

|  | Coniothyrinula clematidis-rectae |
|  |                                  |